# Shu Kurata
Shu Kurata (倉田 秋,Takatsuki, 26 de novembro de 1988) é um futebolista japonês que atua como atacante no Gamba Osaka.

## Títulos
Gamba Osaka
- Liga dos Campeões da AFC: 2008
- Campeonato Pan-Pacifico: 2008
- J-League 2014: 2014
- J-League 2 2013: 2013
- Copa do Imperador: 2008,2009, 2014
- Copa da Liga Japonesa: 2007, 2014
- Super Copa do Japão: 2015